# Belinda Lee
Belinda Lee (Budleigh Salterton, 15 de junio de 1935-San Bernardino,12 de marzo de 1961) fue una actriz británica.
Al inicio de su carrera, por lo general desempeñaba papeles recatados demostrando sus habilidades dramáticas, sin embargo, encontró un trabajo más frecuente cuando comenzó a desempeñar papeles de "chica guapa". 
Encasillada como una de varias "rubias sexys" fue a menudo comparada, desfavorablemente, con la popular Diana Dors. Típico de estos papeles una pieza de apoyo en la película de Benny Hill, Who Done It? (1956).

## Biografía
Nacida en Budleigh Salterton (Devon, Inglaterra), pronto desarrolló su interés por actuar en la Tudor Arts Academy de Surrey, antes de ser aceptada en la selectiva Real Academia de Arte Dramático de Londres.
En 1954, con sólo 19 años de edad, fue contratada por los estudios Rank y ese mismo año se casó con Cornel Lucas, un reconocido fotógrafo de escena de Rank y retratista de estrellas de cine. La productora explota su incuestionable belleza haciéndola interpretar habitualmente el papel de la formidable bomba sexy, rubia y extravagante, poniéndola así en competencia con la popular Diana Dors, con la cual aparece como una segunda opción.
Debutó en el cine con Frankie Howerd (en su debut cinematográfico) en la película The Runaway Bus (1954). Fue dirigida por Val Guest.
Los estudios Hammer Productions la pidió prestada para interpretar el papel principal femenino en Murder by Proxy (1954), frente a Dane Clark. Guest la usó en un pequeño papel en Life with the Lyons (1954), de nuevo para Hammer.
Lee tuvo pequeños papeles en Meet Mr. Callaghan (1954) y The Belles of St Trinian's (1954), siendo este último un gran éxito. Tuvo una buena participación en el thriller Footsteps in the Fog (1955), apoyando a Stewart Granger and Jean Simmons, luego interpretó una serie de comedias como Man of the Moment (1955) con Norman Wisdom; No Smoking (1955); Who Done It? (1956) con Benny Hill. Reemplazó a Diana Dors en The Big Money con Ian Carmichael.
Estuvo casada con el fotógrafo Cornel Lucas desde 1954 hasta 1959.

### Fama
Rank finalmente le dio a Lee una buena oportunidad, eligiéndola como enfermera en el drama médico The Feminine Touch (1956). Siguió con el drama criminal The Secret Place (1957) y Miracle in Soho (1957), este último escrito por Emeric Pressburger. Interpretó a una aristócrata apoyando a Louis Jourdan en Dangerous Exile (1957), durante el rodaje del cual resultó herida cuando su cabello se incendió.
Los expositores británicos la eligieron como la décima estrella cinematográfica británica más popular de la taquilla en 1957.
La primera película de Lee en Italia fue The Goddess of Love (1957). 
Regresó a Rank para hacer Nor the Moon by Night (1957) que fue filmado en un lugar en Sudáfrica. Durante la filmación, Lee se fue a Italia para visitar a su amante. Los periódicos italianos reportaron que Lee había tomado una sobredosis de pastillas para dormir. Tres días más tarde, se informó que el Asistente al Solio pontificio, Filippo Orsini, que había sido vinculado con ella por los periódicos, había sido hospitalizado después de cortarse las muñecas. La policía se negó a comentar los informes periodísticos que vinculaban a los dos románticamente. Orsini, cuyas heridas eran leves, se negó a decirle a la policía por qué lo había hecho. Lee dijo que había estado sufriendo de insomnio y que había tomado una sobredosis por error. Ambos estaban casados con otros en ese momento. El Vaticano dijo que Orsini perdería su título si se demostraba que había intentado suicidarse, y de hecho el Papa removió a Orsini y a la familia Orsini de su título hereditario de Asistente al Solio pontificio.
El contrato de Lee con Rank fue cancelado y se trasladó a Europa.

### Europa

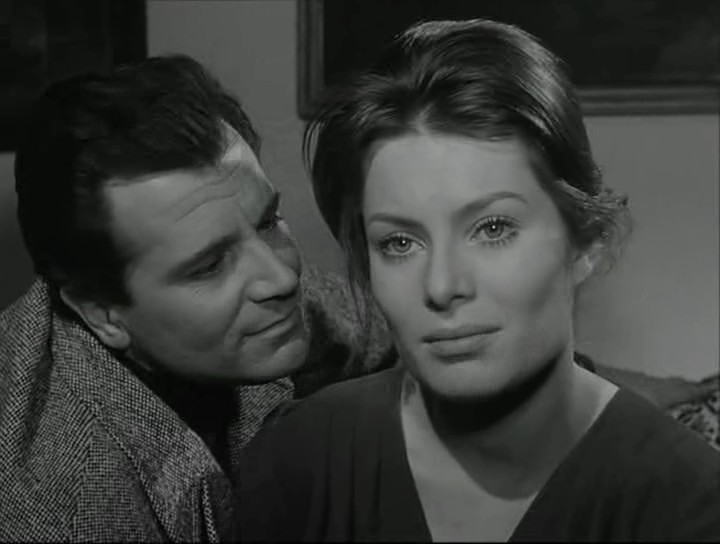
Belinda Lee con Gabriele Ferzetti en la película de 1960 La lunga notte del' 43

En Italia, Lee protagonizó The Magliari (1959), dirigida por Francesco Rosi. se fue a Alemania para Love Now, Pay Later (1959) y a Francia para Les Dragueurs (1959) y Marie of the Isles (1959). En Italia hizo Long Night in 1943 (1960) y desempeñó el papel principal en Messalina (1960) y el amor de Cornel Wilde en Constantine and the Cross (1961). Su última película fue la epopeya bíblica The Story of Joseph and His Brethren (1961).

### Muerte
En 1961, Belinda Lee murió en un accidente automovilístico cerca de San Bernardino, California, de camino a Los Ángeles desde Las Vegas, donde había actuado en una película. Sus cenizas se guardan en el Cimitero acattolico, en Roma, Italia.

## Legado
La película italiana semidocumental de 1963 The Women of the World se dedicó a Lee (que había fallecido dos años antes), con un anuncio escrito al comienzo de la película (que interrumpe el título de música): A Belinda Lee, que a lo largo de este extenso viaje nos acompañó y ayudó con amor.

## Filmografía seleccionada
- The Runaway Bus (1954)
- Murder by Proxy (1954)
- Life with the Lyons (1954)
- Meet Mr. Callaghan (1954)
- The Belles of St Trinian's (1954)
- Footsteps in the Fog (1955)
- Man of the Moment (1955)
- No Smoking (1955)
- Who Done It? (1956)
- The Feminine Touch (1956)
- The Secret Place (1957)
- Miracle in Soho (1957)
- Dangerous Exile (1957)
- The Goddess of Love (1957)
- Nor the Moon by Night (1958)
- The Big Money (1956)
- The Magliari (1959)
- Love Now, Pay Later (1959)
- Les Dragueurs (1959)
- Marie of the Isles (1959)
- Long Night in 1943 (1960)
- Messalina (1960)
- Constantine and the Cross (1961)

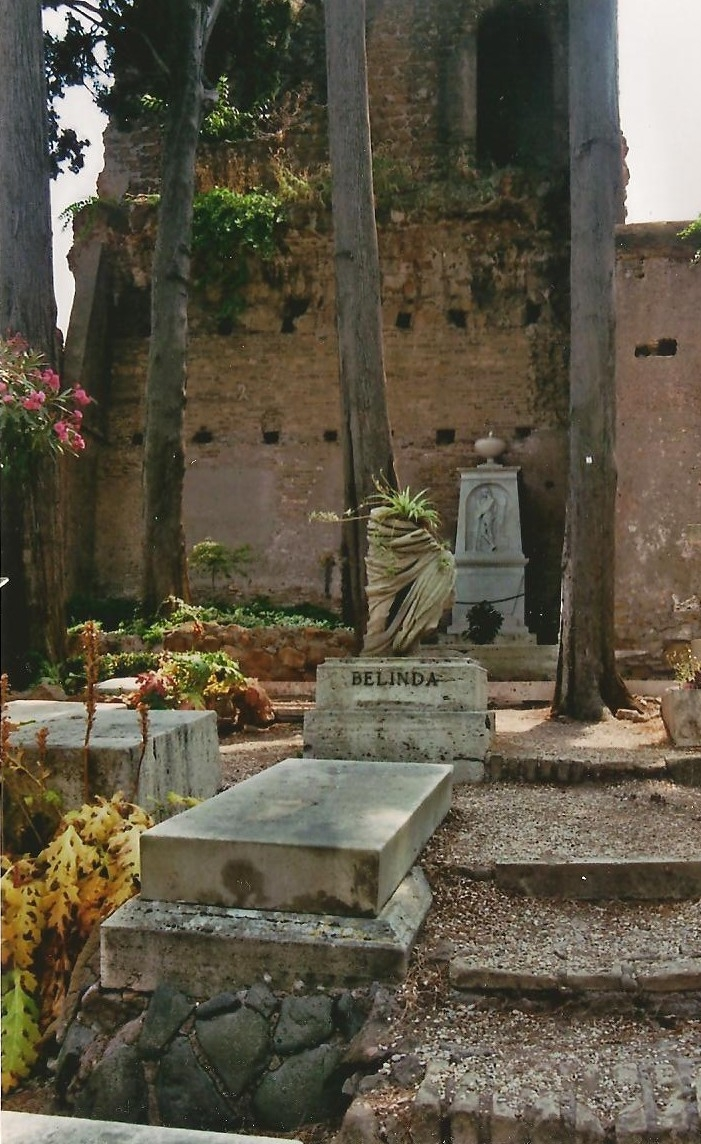
Tumba de Belinda Lee en el Cimitero acattolico de Roma.

- The Story of Joseph and His Brethren (1961)